# Кондузла (приток Большого Кинеля)
Кондузла — река в России, протекает по территории Бугурусланского района Оренбургской области.

## География и гидрология
Кондузла — правобережный приток реки Большой Кинель, её устье находится в 257 километрах от устья Большого Кинеля (окрестности Бугуруслана). Длина составляет 20 километров. Площадь водосборного бассейна — 96,9 км².
Кондузла имеет 5 притоков менее 10 километров, общей протяжённостью 16 километров.

## Данные водного реестра
По данным государственного водного реестра России, Кондузла относится к Нижневолжскому бассейновому округу, водохозяйственный участок реки — Большой Кинель от истока и до устья, без реки Кутулук от истока до Кутулукского гидроузла. Речной бассейн реки — Волга от верхнего Куйбышевского водохранилища до впадения в Каспий.
Код объекта в государственном водном реестре — 11010000812112100008005.